# Брент Саттер
Брент Саттер (англ. Brent Sutter; нар. 10 червня 1962, Вікінг, Альберта) — канадський хокеїст, що грав на позиції центрального нападника. Грав за збірну команду Канади. Згодом — хокейний тренер.
Володар Кубка Стенлі. Провів понад тисячу матчів у Національній хокейній лізі.
Старший брат Річа Саттера, також хокеїста.

## Ігрова кар'єра
Хокейну кар'єру розпочав 1977 року в юніорській хокейній лізі Альберти.
1980 року був обраний на драфті НХЛ під 17-м загальним номером командою «Нью-Йорк Айлендерс». 
Протягом професійної клубної ігрової кар'єри, що тривала 19 років, захищав кольори команд «Нью-Йорк Айлендерс» та «Чикаго Блекгокс».
Загалом провів 1255 матчів у НХЛ, включаючи 144 гри плей-оф Кубка Стенлі.
Виступав за збірну Канади, провів 33 гри в її складі.

## Тренерська робота
У сезоні 1999/2000 очолив клуб ЗХЛ «Ред-Дір Ребелс», здобув з ним Меморіальний кубок у 2001 році. Працював з «Ред-Дір Ребелс» до 2007 та ще один сезон у 2012/13.
2007 року розпочав тренерську роботу в НХЛ. Працював з командами «Калгарі Флеймс», «Нью-Джерсі Девілс». 2012 року підписав новий контракт з «Калгарі Флеймс».
Тричі очолював молодіжну збірну Канади та двічі приводив її до золотих нагород у 2005 та 2006 роках.

## Статистика

### Клубні виступи
| Сезон        | Клуб                 | Ліга         | Регулярна першість | Регулярна першість | Регулярна першість | Регулярна першість | Регулярна першість | Плей-оф | Плей-оф | Плей-оф | Плей-оф | Плей-оф |
| Сезон        | Клуб                 | Ліга         | І                  | Г                  | П                  | О                  | ШХ                 | І       | Г       | П       | О       | ШХ      |
| ------------ | -------------------- | ------------ | ------------------ | ------------------ | ------------------ | ------------------ | ------------------ | ------- | ------- | ------- | ------- | ------- |
| 1977–78      | «Ред-Дір Растлерс»   | АЮХЛ         | 60                 | 12                 | 18                 | 30                 | 33                 | —       | —       | —       | —       | —       |
| 1978–79      | «Ред-Дір Растлерс»   | АЮХЛ         | 60                 | 42                 | 42                 | 84                 | 79                 | —       | —       | —       | —       | —       |
| 1979–80      | «Ред-Дір Растлерс»   | АЮХЛ         | 59                 | 70                 | 101                | 171                | —                  | 13      | 10      | 15      | 25      | 16      |
| 1979–80      | «Летбридж Бронкос»   | ЗХЛ          | 5                  | 1                  | 0                  | 1                  | 2                  | —       | —       | —       | —       | —       |
| 1980–81      | «Летбридж Бронкос»   | ЗХЛ          | 68                 | 54                 | 54                 | 108                | 116                | 9       | 6       | 4       | 10      | 51      |
| 1980–81      | «Нью-Йорк Айлендерс» | НХЛ          | 3                  | 2                  | 2                  | 4                  | 0                  | —       | —       | —       | —       | —       |
| 1981–82      | «Летбридж Бронкос»   | ЗХЛ          | 34                 | 46                 | 34                 | 80                 | 162                | —       | —       | —       | —       | —       |
| 1981–82      | «Нью-Йорк Айлендерс» | НХЛ          | 43                 | 21                 | 22                 | 43                 | 114                | 19      | 2       | 6       | 8       | 36      |
| 1982–83      | «Нью-Йорк Айлендерс» | НХЛ          | 80                 | 21                 | 19                 | 40                 | 128                | 20      | 10      | 11      | 21      | 26      |
| 1983–84      | «Нью-Йорк Айлендерс» | НХЛ          | 69                 | 34                 | 15                 | 49                 | 69                 | 20      | 4       | 10      | 14      | 18      |
| 1984–85      | «Нью-Йорк Айлендерс» | НХЛ          | 72                 | 42                 | 60                 | 102                | 51                 | 10      | 3       | 3       | 6       | 14      |
| 1985–86      | «Нью-Йорк Айлендерс» | НХЛ          | 61                 | 24                 | 31                 | 55                 | 74                 | 3       | 0       | 1       | 1       | 2       |
| 1986–87      | «Нью-Йорк Айлендерс» | НХЛ          | 69                 | 27                 | 36                 | 63                 | 73                 | 5       | 1       | 0       | 1       | 4       |
| 1987–88      | «Нью-Йорк Айлендерс» | НХЛ          | 70                 | 29                 | 31                 | 60                 | 55                 | 6       | 2       | 1       | 3       | 18      |
| 1988–89      | «Нью-Йорк Айлендерс» | НХЛ          | 77                 | 29                 | 34                 | 63                 | 77                 | —       | —       | —       | —       | —       |
| 1989–90      | «Нью-Йорк Айлендерс» | НХЛ          | 67                 | 33                 | 35                 | 68                 | 65                 | 5       | 2       | 3       | 5       | 2       |
| 1990–91      | «Нью-Йорк Айлендерс» | НХЛ          | 75                 | 21                 | 32                 | 53                 | 49                 | —       | —       | —       | —       | —       |
| 1991–92      | «Нью-Йорк Айлендерс» | НХЛ          | 8                  | 4                  | 6                  | 10                 | 6                  | —       | —       | —       | —       | —       |
| 1991–92      | «Чикаго Блекгокс»    | НХЛ          | 61                 | 18                 | 32                 | 50                 | 30                 | 18      | 3       | 5       | 8       | 22      |
| 1992–93      | «Чикаго Блекгокс»    | НХЛ          | 65                 | 20                 | 34                 | 54                 | 67                 | 4       | 1       | 1       | 2       | 4       |
| 1993–94      | «Чикаго Блекгокс»    | НХЛ          | 73                 | 9                  | 29                 | 38                 | 43                 | 6       | 0       | 0       | 0       | 2       |
| 1994–95      | «Чикаго Блекгокс»    | НХЛ          | 47                 | 7                  | 8                  | 15                 | 51                 | 16      | 1       | 2       | 3       | 4       |
| 1995–96      | «Чикаго Блекгокс»    | НХЛ          | 80                 | 13                 | 27                 | 40                 | 56                 | 10      | 1       | 1       | 2       | 6       |
| 1996–97      | «Чикаго Блекгокс»    | НХЛ          | 39                 | 7                  | 7                  | 14                 | 18                 | 2       | 0       | 0       | 0       | 6       |
| 1997–98      | «Чикаго Блекгокс»    | НХЛ          | 52                 | 2                  | 6                  | 8                  | 28                 | —       | —       | —       | —       | —       |
| Усього в НХЛ | Усього в НХЛ         | Усього в НХЛ | 1111               | 363                | 466                | 829                | 1054               | 144     | 30      | 44      | 74      | 164     |

### Збірна
| Рік                | Команда            | Турнір             | І  | Г  | П  | О  | ШХ | Результат     |
| ------------------ | ------------------ | ------------------ | -- | -- | -- | -- | -- | ------------- |
| 1984               | Канада             | КК                 | 8  | 2  | 2  | 4  | 10 | Чемпіон       |
| 1985               | Канада             | ЧС                 | 8  | 4  | 7  | 11 | 8  | срібна медаль |
| 1987               | Канада             | КК                 | 9  | 1  | 3  | 4  | 6  | Чемпіон       |
| 1991               | Канада             | КК                 | 8  | 3  | 1  | 4  | 6  | Чемпіон       |
| Національна збірна | Національна збірна | Національна збірна | 33 | 10 | 13 | 23 | 30 |               |

## Тренерська статистика
| Сезон        | Команда             | Регулярний сезон | Регулярний сезон | Регулярний сезон | Регулярний сезон | Регулярний сезон | Регулярний сезон | Плей-оф                          |
| Сезон        | Команда             | І                | В                | П                | ПОТ              | О                | Місце            | Результат                        |
| ------------ | ------------------- | ---------------- | ---------------- | ---------------- | ---------------- | ---------------- | ---------------- | -------------------------------- |
| 2007–08      | «Нью-Джерсі Девілс» | 82               | 46               | 29               | 7                | 99               | 2-е в АД         | програш в 1/4 фіналу конференції |
| 2008–09      | «Нью-Джерсі Девілс» | 82               | 51               | 27               | 4                | 106              | 1-е в АД         | програш в 1/4 фіналу конференції |
| 2009–10      | «Калгарі Флеймс»    | 82               | 40               | 32               | 10               | 90               | 3-є в ПЗД        | не вийшли                        |
| 2010-11      | «Калгарі Флеймс»    | 82               | 41               | 29               | 12               | 94               | 2-е в ПЗД        | не вийшли                        |
| 2011-12      | «Калгарі Флеймс»    | 82               | 37               | 29               | 16               | 90               | 2-е в ПЗД        | не вийшли                        |
| Усього в НХЛ | Усього в НХЛ        | 410              | 215              | 146              | 49               |                  |                  |                                  |